# Austrijska tijara
Austrijska tijara je papinska tijara koja je darovana papi Lavu XIII. od austrijskog car i ugarsko-hrvatski i češkog kralja, Franje Josipa I., 1894. godine.
Prema zapisima tijara nije često nošena.